# Дом купца Батова
Дом Батова — полуразрушенный усадебный дом в Пскове, построенный не ранее конца XVII века. Своё название получил в честь последних владельцев, расположен на левом берегу реки Великой. Объект культурного наследия народов России федерального значения.

## История
В XVII веке Изборская улица (ныне Конная) была главной магистралью, связывавшей Псков с городами Лифляндии и Эстляндии. Никаких упоминаний о строителях и первых владельцах здешних дворов не сохранилось.
Известно, что после 1740 года дом приобрёл Николай Лимн (бухгалтер Псковской казенной палаты). Он отреставрировал жилые палаты — что отображено на плане Пскова (XVIII век). В 1795 году домовладение продаётся по купчей псковскому купцу — Семену Львову. К началу XIX века корпуса были перестроены. В 1866 году все участки дворовой территории объединяются Хмелинскими.
В 1866 года двор переходит во владение купцу первой гильдии Василию Николаевичу Хмелинскому — согласно завещанию его жены (Хмелинской М. Ф.). В начале XX века двор стал приданым Елизаветы Васильевны Хмелинской. Она вышла замуж за Петра Денисовича Батова (почетного гражданина Пскова). Тогда в доме на углу Рижской и Изборской улиц был трактир. В 1912 году на месте трактира выстроен кирпичный двухэтажный дом.
Здание стало вторым во владении старообрядца Петра Дионисовича Батова. После смерти Хмелинского 5 июня 1899 года, наследницей домовладения стала Елизавета. У купца и его супруги была единственная дочь — Серафима. Она вместе с православным (новообрядческим) священником уехала в Санкт-Петербург. В 1906 г. в южной части участка была построена домовая церковь Батовых — Моленная Поморского беспоповского согласия.